# MEF++
MEF++ es un programa de simulación numérica utilizando el método de los elementos finitos, escrito en C++ y desarrollado en la Universidad Laval por el GIREF (Groupe Interdisciplinaire de Recherche en Éléments Finis). MEF++ es un programa generalista que puede resolver problemas diversos. Una de sus particularidades es de poder resolver problemas multi-físicos de muy grandes dimensiones. MEF++ utiliza la librería PETSc para la resolución de sistemas matriciales y la interfaz propuesta por la norma MPI para los cálculos paralelos.

## Historia
En 1995, el GIREF estaba compuesto de investigadores de disciplinas variadas (ingeniería civil, mecánica, química y matemáticas) que querían un programa de simulación por elementos finitos único y que respondiera a sus necesidades comunes. Para eso, un equipo de programadores fue creada en 1996 para programar las metodologías investigadas por los miembros. Desde 2006, este esfuerzo esta sostenido financieramente por el Natural Sciences and Engineering Research Council (NSERC) y por asociados industriales: Michelin desde 2006, Hydro-Québec y Bodycad a partir de 2017.

## Funcionalidades
MEF++ es un programa de elementos finitos totalmente paralelizado utilizando PETSc (que ofrece métodos de resolución iterativa pero también métodos de resolución directa como MUMPS, SuperLU, PARDISO), PARMETIS o PTSCOTCH, TAO y la norma MPI. MEF++ ofrece funcionalidades de adaptación de mallas anisotropias, resolución de  problemas 1D-2D-3D de evolución o no, gestión del contacto con fricción deformable-deformable, de interacciones fluidos-estructuras, de optimización de forma, de cálculos en grandes deformaciones.
El seguro calidad del programa hace parte integrante de los desarrollos e incluye compilaciones nocturnas automatizadas sobre más de 15 plataformas diferentes y más de 2700 pruebas de no-regresiones. Una parte de esas compilaciones automatizadas es accesible.